# Csigaevő sügér
A csigaevő sügér (Percina tanasi) a sugarasúszójú halak (Actinopterygii) osztályának sügéralakúak (Perciformes) rendjébe, ezen belül a sügérfélék (Percidae) családjába tartozó faj.

## Előfordulása
A csigaevő sügér előfordulási területe az észak-amerikai kontinensen van. Az Amerikai Egyesült Államok egyik endemikus hala. Kizárólag a Tennessee folyórendszer felső szakaszában található meg.

## Megjelenése
Eddig a legnagyobb kifogott egyede 9 centiméteres volt.

## Életmódja
Mérsékelt övi halfaj, amely édesvízben él. Amint neve utal rá, csigákkal táplálkozik; főleg a Leptoxis- és a Lithasia-fajokat zsákmányolja. Étrendjét egyéb csigákkal és vízirovarokkal, valamint azok lárváival - Glossosoma, Hydropsyche, Brachycentrus nembéliekkel - egészíti ki.
Legfeljebb 4 évig él.

## Képek

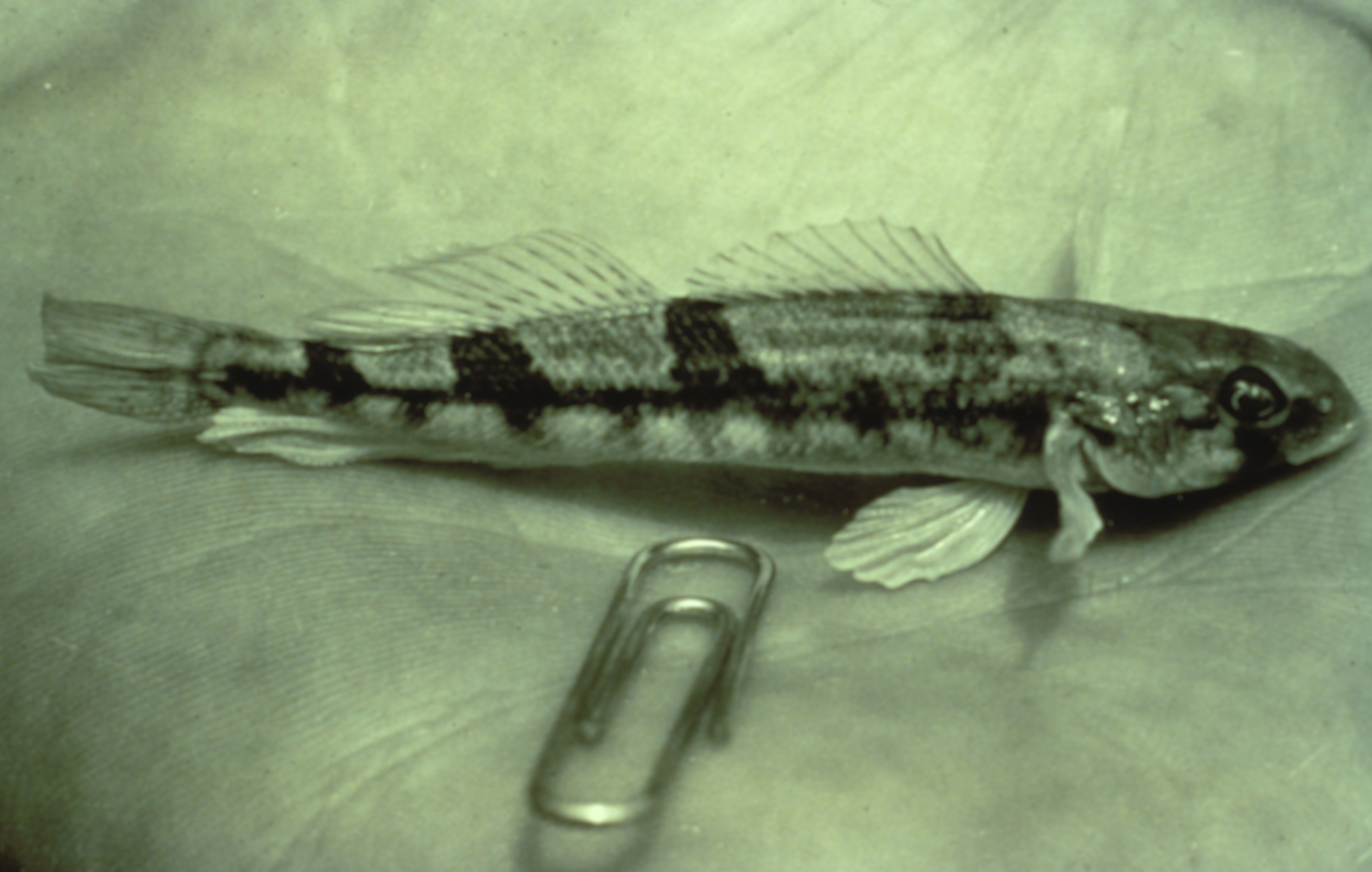
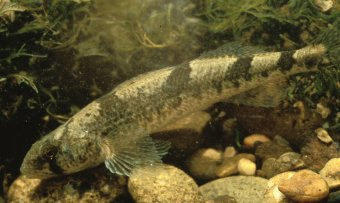
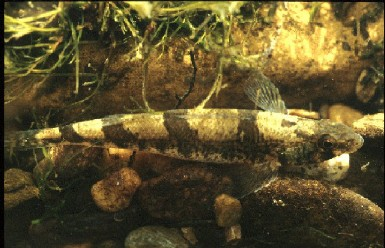